# Allein wie du
Allein wie du ist ein deutschsprachiger Schlager von Lotar Olias und Ernst Bader, der 1962 vom österreichischen Sänger Freddy Quinn veröffentlicht wurde.

## Liedtext
Quinn singt, dass er allein durchs Leben ging, genau wie die Frau, mit der er gerade spricht. Ein paar Stunden sei das erste Treffen vorbei und nun wünsche er sich, dass sie „zwei miteinander weitergehen“. Er habe ihr viel zu geben: „ein Herz voller Liebe, das die Treue dir hält“.

## Schallplattenhülle
Auf der Schallplattenhülle der Single ist Freddy Quinn in Profilansicht zu sehen, wobei er nur als schwarzer Umriss aufgezeichnet ist. Im Hintergrund ist eine ebenfalls schwarz gezeichnete Skyline einer Stadt zu sehen, in gelben Versalien ist am oberen Ende der Schallplattenhülle „Freddy“ zu lesen und in großen blauen Buchstaben „Lass’ mich noch einmal in die Ferne“. Darunter ist in weißen Versalien mit kleineren Buchstaben „Allein wie du“ zu lesen.

## Veröffentlichung
1963 war das Lied auf der B-Seite von Lass’ mich noch einmal in die Ferne zu finden. Die Musik stammte von James Last und seinem Orchester. Die Single wurde im Musiklabel Polydor unter der Nummer 52 081 veröffentlicht. Der Acetatlackschnitt und die Pressung stammten von der Deutschen Grammophon Gesellschaft Pressing Plant.
Auf dem 1962 im Königreich der Niederlande erschienenen Kompilationsalbum Seine großen Erfolge 2 (Polydor-Nummer 184 097) war das Lied vorhanden. Diese Veröffentlichung geschah unter der Rechtegesellschaft Stemra. Auf dem Kompilationsalbum Seine großen Erfolge II, das im Jahr darauf in Deutschland (Polydor-Nummern: 46 784 bzw. LPHM 46 784) war das Lied ebenfalls vertreten. Hier waren die Rechtegesellschaften Gesellschaft für musikalische Aufführungs- und mechanische Vervielfältigungsrechte und Bureau International de l’Edition Mecanique.
Freddy Quinn sang das Lied unter dem Titel Igual que tu 1964 auf Spanisch und 1963 unter dem Titel Ek was alleen auf Afrikaans. Ersteres erschien auf dem Extended-Play-Album Nuevas Canciones En Español, das in Spanien unter der Polydor-Nummer 21 969 EPH erschien. Die spanische Version stammte von Artur Kaps. Die Afrikaans-Version wurde von Taffy Kikillus geschrieben und erschien auf Quinns achtem Studioalbum mit dem Titel In South Africa / Suid-Afrika, das unter der Polydor-Nummer LPHM 46284 in Südafrika veröffentlicht wurde.

## Coverversionen
Folgende Coverversionen sind bekannt:
- Bob Rento, 1963.[7] Auch Rento veröffentlichte das Lied als B-Seite von Lass’ mich noch einmal in die Ferne. Seine Single erschien im Musiklabel Mandolino unter der Nummer AK 524; die Musik stammte hier vom Orchester Fernando Rotello.[10][11]
- De Zingende Bootsman (Niederländisch), 1963.[7] Das Lied wurde als B-Seite der niederländischsprachigen Version von Lass’ mich noch einmal in die Ferne veröffentlicht. Die niederländische Version wurde von Willy Rex geschrieben.[12][13]
- Stephan Remmler und die Schatzsucher, 1991.[7] Das Lied wurde auf ihrem einzigen Album Projekt F – Auf der Suche nach dem Schatz der verlorenen Gefühle im Musiklabel Mercury Records (Nummer: 848 495-2) veröffentlicht. Die Veröffentlichung geschah durch die Hilaster Bavilario Musik AG; Produzent war der Sänger Stephan Remmler.[14] Der Vertrieb geschah durch PolyGram Vertrieb, das phonographische Copyright und das Copyright lag bei Phonogram GmbH. Produziert wurde das Album im Can-Studio, das Mastering stammte von EMI Studios, Cologne. die Veröffentlichung geschah durch Edition Esplanade, Europaton, UFA, Bühnen- und Musikverlage Dr. Sikorski, Tempoton und den Connelly-Musikverlag.[15][16][17]